# Kontorsfixarna
Kontorsfixarna är ett svenskt bemannings- och rekryteringsföretag som grundades 1986 av Peter Ericson. 2015 bytte företaget namn till KFX HR-partner. 
Företaget har cirka 500 anställda och regionkontor i Stockholm, Göteborg, Malmö och Sundsvall. KFX HR-partner är medlem av Bemanningsföretagen.